# Kazimierz Wajda
Kazimierz Józef Wajda (geboren 26. Mai 1930 in Bydgoszcz; gestorben 22. Januar 2020) war ein polnischer Historiker.

## Leben
Kazimierz Wajda studierte ab 1949 Geschichte an der Nikolaus-Kopernikus-Universität Toruń und ab 1952 an der Adam-Mickiewicz-Universität Posen und schrieb 1954 seine Magisterarbeit Ruch robotniczy w rejencji bydgoskiej w latach 1890–1903. Er arbeitete im Institut für Geschichte der Polnischen Akademie der Wissenschaften in Warschau und wurde 1962 mit der Dissertation Kwestia rolna na Pomorzu Gdańskim na przełomie XIX i XX wieku promoviert und 1969 mit Migracje ludności wiejskiej Pomorza Wschodniego w latach 1850–1914 habilitiert. 1988 wurde er als Professor für Geschichte des 19. Jahrhunderts nach Thorn berufen.
Schwerpunkte seiner Arbeit waren die Sozial-, Bevölkerungs- und Wirtschaftsgeschichte von Ost- und Westpreußen, sowie die ethnischen Heterostereotype von Polen und Deutschen. Er war Korrespondent der deutschen Historischen Kommission für ost- und westpreußische Landesforschung.

## Schriften (Auswahl)
- Klasa robotnicza Pomorza Wschodniego w drugiej połowie XIX i początkach XX wieku. Warschau : Państwowe Wydawn. Nauk., 1981
- (Hrsg.): Polacy i niemcy : z badań nad kształtowaniem heterostereotypów etnicznych : zbiór studiów. Toruń : Wydawn. Adam Marszałek, 1991
- Die Juden im südlichen Westpreußen (Regierungsbezirk Marienwerder) im 19. Jahrhundert. Zahl und soziale Schichtung, in: Michael Brocke, Margret Heitmann, Harald Lordick (Hrsg.): Zur Geschichte und Kultur der Juden in Ost- und Westpreußen. Hildesheim : Olms, 2000, S. 343–358